# Iljinka (Buriacja)
Iljinka (ros. Ильинка) – wieś w Rosji, w Buriacji, w rejonie pribajkalskim. W 2010 liczyła 4203 mieszkańców.

## Urodzeni
- Sofroniusz (Starkow) - biskup prawosławny.